# مقاطعة سومنر (كانساس)
مقاطعة سمنر هي إحدى مقاطعات ولاية كانساس في الولايات المتحدة. مقر المقاطعة هو مدينة ولنجتون. بلغ عدد السكان اعتبارًا من تعداد عام 2020 حوالي 22,382 نسمة. سميت المقاطعة على اسم تشارلز سومنر، عضو مجلس الشيوخ الأمريكي عن ولاية ماساتشوستس والذي كان زعيمًا لسياسة إعادة الإعمار.

## تاريخ

### التاريخ المبكر
سكن البدو الأمريكيين الأصليين السهول الكبرى في أمريكا الشمالية لآلاف السنين. ادعت مملكة فرنسا من القرن السادس عشر إلى القرن الثامن عشر ملكية أجزاء كبيرة من أمريكا الشمالية. في عام 1762، بعد الحرب الفرنسية والهندية، تنازلت فرنسا سرًا عن فرنسا الجديدة لإسبانيا بموجب معاهدة فونتينبلو. في عام 1802، أعادت إسبانيا معظم الأراضي إلى فرنسا، لكنها احتفظت بملكية تبلغ حوالي 7500 ميل مربع.
في عام 1803، استحوذت الولايات المتحدة على معظم أراضي كانساس الحديثة من فرنسا البالغة مساحتها 828000 ميل مربع كجزء من صفقة لويزيانا مقابل 2.83 سنتًا للفدان. في عام 1848، بعد الحرب المكسيكية الأمريكية، جلبت معاهدة غوادالوبي هيدالغو مع إسبانيا إلى الولايات المتحدة كل أو جزء من الأراضي لعشر ولايات مستقبلية، بما في ذلك جنوب غرب كانساس. في عام 1854، تم تنظيم إقليم كانساس، ثم في عام 1861 أصبحت كانساس الولاية الأمريكية الرابعة والثلاثين.